# Petrophassa
Petrophassa är ett släkte med fåglar i familjen duvor inom ordningen duvfåglar med två arter som båda förekommer i norra Australien:
- Arnhemduva (P. rufipennis)
- Kimberleyduva (P. albipennis)